# Nihad Mujakić
Nihad Mujakić (ur. 15 kwietnia 1998 w Sarajewie) – bośniacki piłkarz występujący na pozycji środkowego obrońcy, w tureckim klubie MKE Ankaragücü.

## Sukcesy

### FK Sarajewo
- Mistrz Bośni i Hercegowiny: (2018/2019)
- Puchar Bośni i Hercegowiny: (2018/2019))[4]